# Palaeorhiza eumorpha
Palaeorhiza eumorpha är en biart som beskrevs av Hirashima 1988. Palaeorhiza eumorpha ingår i släktet Palaeorhiza och familjen korttungebin. Inga underarter finns listade i Catalogue of Life.